# Chaetolopha emporias
Chaetolopha emporias är en fjärilsart som beskrevs av Turner 1904. Chaetolopha emporias ingår i släktet Chaetolopha och familjen mätare. Inga underarter finns listade i Catalogue of Life.

## Bildgalleri

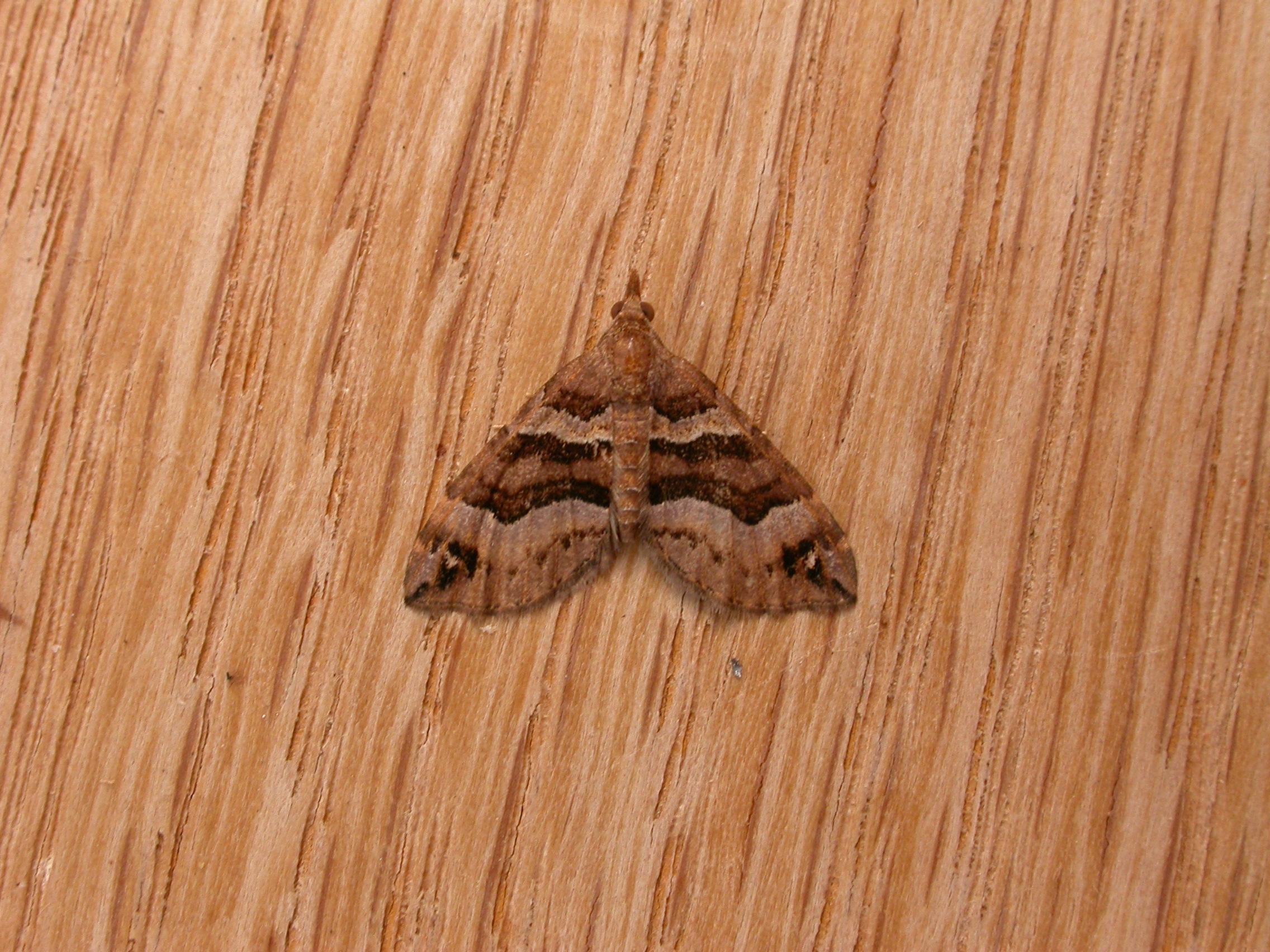
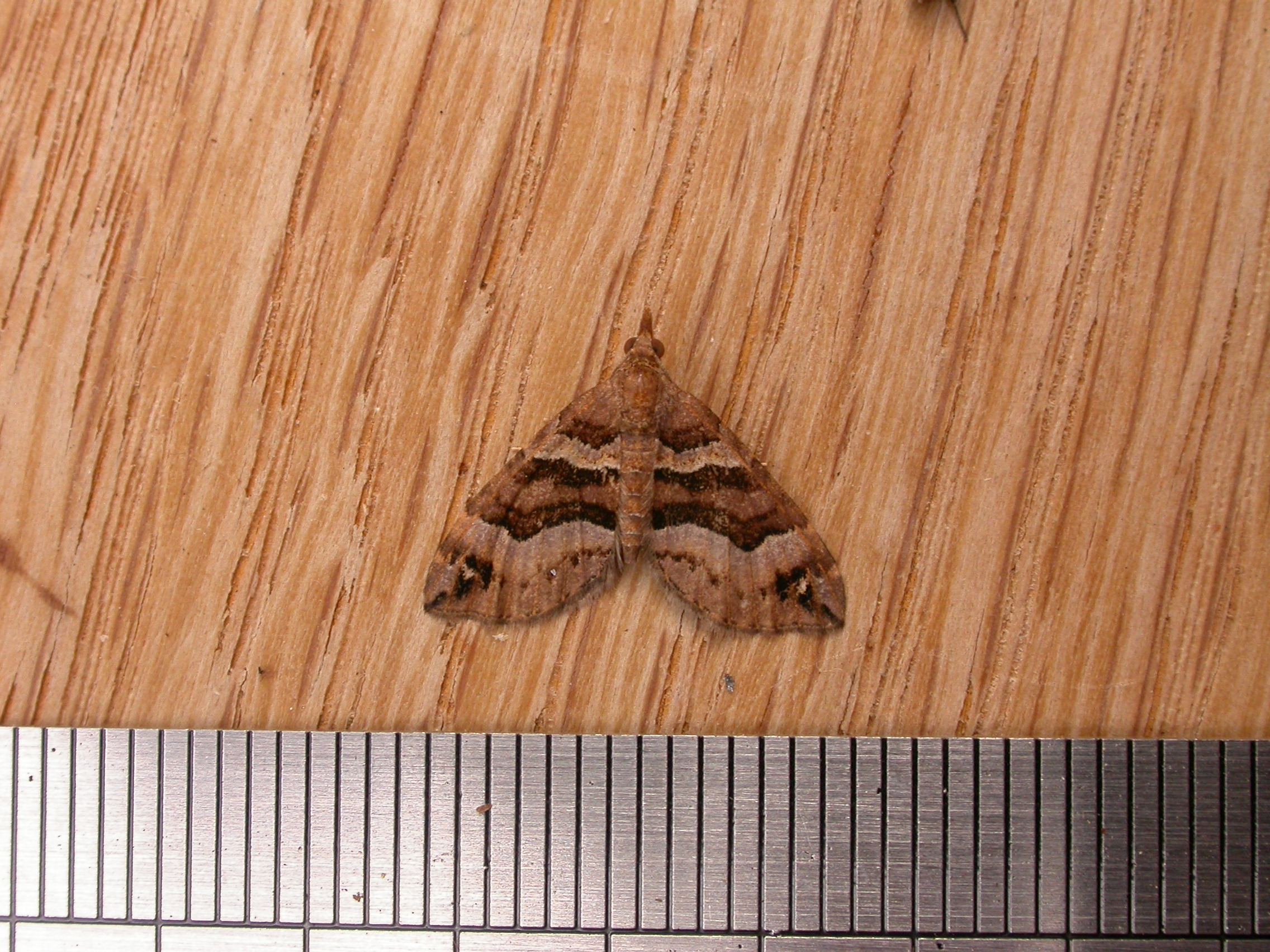